# Karel Vykoukal
Karel Vykoukal (20. prosince 1916 Chotěboř – 21. května 1942 Lamanšský průliv u Le Havre) byl český pilot Royal Air Force v období druhé světové války.

## Život

### Před druhou světovou válkou
Karel Vykoukal se narodil 20. prosince 1916 v Chotěboři, s rodinou se záhy přestěhoval na Slovensko. Od roku 1931 žil v Rousínově. Odmaturoval v roce 1935 na reálném gymnáziu, poté se dobrovolně přihlásil k vojenské službě. Sloužil u dělostřelectva, poté na vlastní žádost přešel k letectvu. Mezi lety 1936 a 1937 vystudoval Vojenskou akademii v Hranicích, následně Vojenské letecké učiliště v Prostějově, poté sloužil jako stíhací pilot u Leteckého pluku 4. Dosáhl hodnosti poručíka.

### Druhá světová válka
Po německé okupaci opustil Karel Vykoukal v červnu 1939 ilegálně Protektorátu Čechy a Morava a přes Polsko se dostal do Francie, kde byl prezentován 2. října 1939, zařazen do armádního letectva a prodělával výcvik na francouzskou techniku. Bojů o Francii se nezúčastnil. Po jejím pádu v červnu 1940 se evakuoval zpět do Spojeného království, kde vstoupil do Royal Air Force. Během roku 1940 byl postupně příslušníkem 310. československé stíhací perutě, 111., 73. a 151. perutě. Od prosince 1940 do května 1941 sloužil v 17. peruti a poté téměř rok v 313. československé stíhací peruti. Od 14. dubna 1942 byl ustanoven velitelem letky A 41. perutě. Dne 21. května 1942 se účastnil napadení německého torpédového člunu v Lamanšském průlivu v blízkosti města Le Havre. Jeho stroj Supermarine Spitfire Mk.VB BL998 EB-C byl zasažen protiletadlovou palbou a zřítil do moře. Jeho tělo nebylo nikdy nalezeno. Dosáhl hodnosti nadporučíka. Na jeho konto byl zapsán jeden jistý sestřel stroje Focke-Wulf Fw 190 ve spolupráci.

## Posmrtná ocenění
- Karel Vykoukal byl in memoriam povýšen do hodnosti plukovníka
- V roce 1992 byla v Rousínově Karlu Vykoukalovi odhalena jeho pamětní deska. Jejím autorem je jeho synovec a vlastník domu výtvarník Karel Cyril Votýpka. Po několika pokusech o zcizení byla sejmuta a je uložena v domě.[1]
- V roce 2016 byla Karlu Vykoukalovi v Chotěboři na rodném domě v Jiráskově ulici čp. 624 odhalena pamětní deska[2]